# Ullibarri
Ullibarri es un despoblado que actualmente forma parte del municipio de Vitoria, en la provincia de Álava, País Vasco (España).

## Historia
Documentado desde 1295, estaba situado en algún lugar no documentado entre los concejos vitorianos de Lermanda y Berrosteguieta.